# Richard Fairbrass

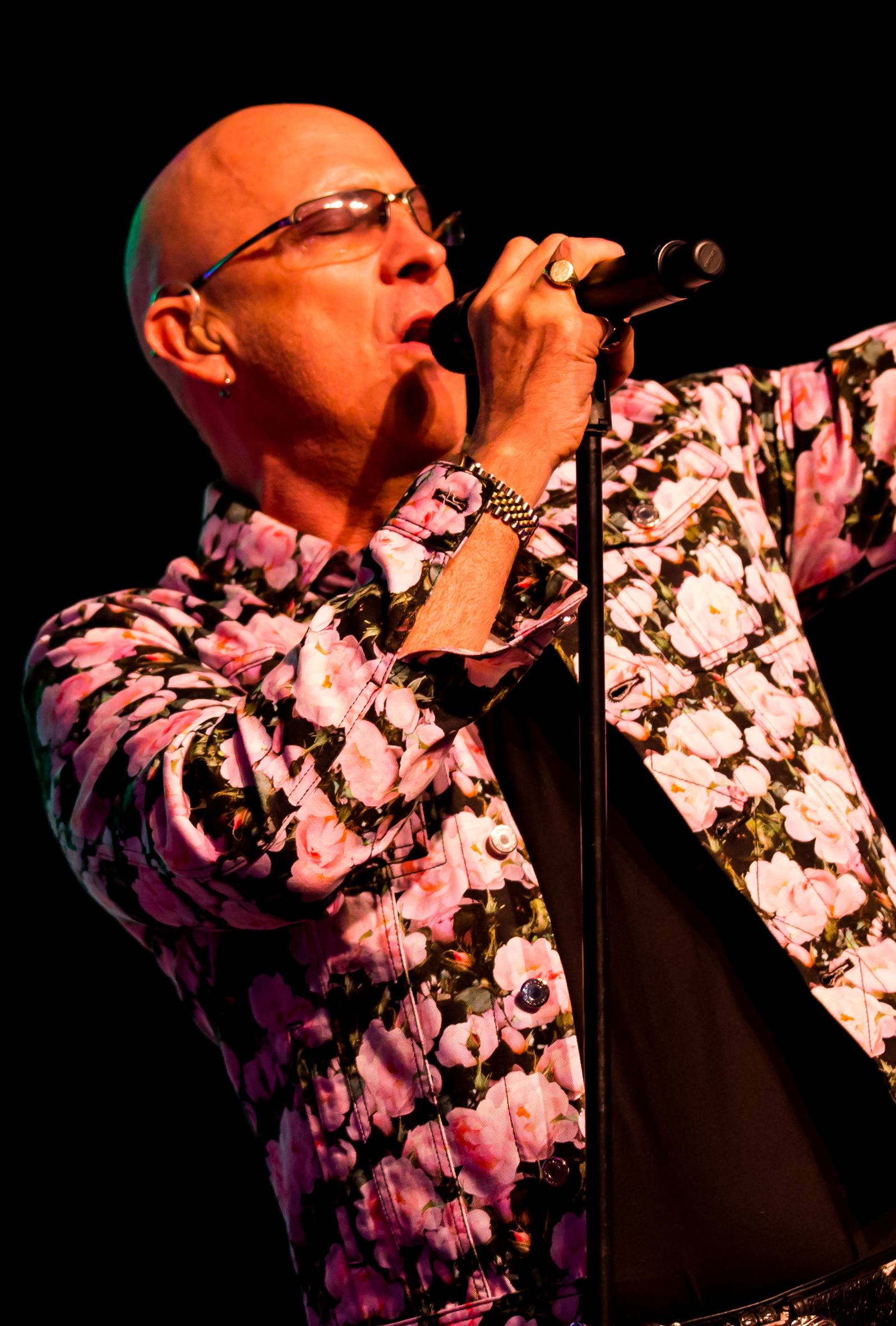
Richard Fairbrass (2015)

Richard Peter John Fairbrass (* 22. September 1953 in Kingston upon Thames, London) ist ein britischer Sänger und Fernsehmoderator. Er ist Mitglied von Right Said Fred.

## Leben
Fairbrass wuchs in East Grinstead, West Sussex auf. Er ist Sänger in der gemeinsam mit seinem Bruder Fred gegründeten Band Right Said Fred. 
Fairbrass lebt offen bisexuell. Am 27. Mai 2007 wurde er gemeinsam mit seinem Bruder auf einer Demonstration der Lesben- und Schwulenbewegung in Moskau von russischen Ultra-Nationalisten und orthodoxen Fundamentalisten angegriffen.

## Karriere
Seine Band hatte in den Jahren 1991 bis 1993 in Großbritannien vier Singles in den Top 10, darunter einen Nummer-1-Hit.
Er moderierte gemeinsam mit Rhona Cameron die Fernsehserie Gaytime TV (1995 bis 1999) auf BBC Two. 1984 erschien Fairbrass als Bassspieler in einem Video Jazzin’ for Blue Jean von David Bowie. 1994 war er Sieger von Rear of the Year mit Mandy Smith. 2001 co-moderierte er die Fernsehspielshow The Desert Forges mit Gabrielle Richens auf dem Fernsehsender Five.